# 순우장
순우 장(淳于長, ? ~ 기원전 8년)은 전한 말기의 관료로, 자는 자유(子𡦗, 子孺) 또는 자홍(子鴻)이며 위군 원성현(元城縣) 사람이다. 성제의 모후인 효원황후의 누이의 아들로, 외척으로서 세도를 부렸다.

## 생애
황태후의 후광으로 황문랑(黃門郞)이 되었으나 중용되지는 못했다. 그러나 대장군 왕봉이 병상에 있었을 때 밤낮으로 간병에 힘쓴 일로 왕봉의 눈에 들어, 교위·제조(諸曹)를 역임하고 이후 시중 겸 수형도위, 시중 겸 위위를 지냈다.
순우장은 조비연을 황후로 세우기를 꺼려한 황태후를 설득하기 위하여 자주 황태후를 찾아뵈었고, 결국 조비연은 황후가 되었다. 순우장은 관내후에 봉해지고, 이후 정릉(定陵) 땅을 봉지로 받아 열후가 되었다. 사람들로부터 크게 신임을 받아 승상 적방진을 비롯한 많은 고관대작과 친분을 가졌고, 선물과 하사품은 산더미처럼 쌓였으며 축첩을 일삼는 등 분에 넘치는 사치를 부렸다.
성제의 첫 황후인 허황후는 폐위되어 장정궁(長定宮)에 유폐되어 있었는데, 순우장은 당시 미망인이었던 그녀의 누이를 취하였다. 허황후는 후궁의 지위를 얻고자 순우장에게 청탁하며 뇌물을 주었고, 순우장은 좌황후(左皇后) 자리를 약속하였다.
한편 대사마표기장군 왕근이 사임을 청하였는데, 후임으로 순우장이 예정되어 있었다. 왕근의 조카 왕망은 순우장과 허황후의 관계를 알고는 왕근에게 밀고하였고, 노한 왕근은 황태후에게 이 사실을 알렸다. 황태후 또한 노하여 성제에게 알렸고, 성제는 순우장을 파면시켰다.
순우장은 왕근의 형인 왕립(王立)의 아들 왕융(王融)을 통하여 왕립에게 뇌물을 바쳤고, 이에 왕립은 순우장을 변호하였다. 그러나 예전에 왕립과 순우장의 사이가 나빴음을 안 성제는 이를 이상하게 여겨 조사하였고, 왕립은 입막음을 위하여 왕융으로 하여금 자결하게 하였다. 더욱 수상하게 여긴 성제가 순우장을 심문케 하니, 순우장은 허황후와의 일을 자백하였다.
결국 순우장은 대역죄로 옥사하였다. 처자는 합포로 유배되었고, 어미는 위군으로 돌려보내졌다. 왕립은 서울에서 쫓겨나 봉국으로 돌아갔다. 또 허황후에게는 공광을 사자로 보내 독약을 주었고, 차기 대사마는 왕망이 되었다.
이후 순우장의 어미와 아들 순우보(淳于酺)는 서울로 돌아왔으나, 순우보가 죄를 지으니 왕망은 그를 죽이고 가족은 군으로 돌려보냈다.

## 출전
- 반고, 《한서》
  - 권18 외척은택후표
  - 권19하 백관공경표 下
  - 권93 영행전
  - 권98 원후전

| 전임 우 | 전한의 수형도위 기원전 16년 ~ 기원전 13년 | 후임 사림 |

| 전임 봉신 | 전한의 위위 기원전 13년 ~ 기원전 8년 | 후임 조흔 |

| 선대 (첫 봉건) | 전한의 정릉후 기원전 10년 2월 병오일 ~ 기원전 8년 | 후대 (봉국 폐지) |